# Smilax plurifurcata
Smilax plurifurcata är en enhjärtbladig växtart som beskrevs av A.Dc. Smilax plurifurcata ingår i släktet Smilax och familjen Smilacaceae.
Artens utbredningsområde är Nya Kaledonien. Inga underarter finns listade.